# Didier Kaminka
Pour les articles homonymes, voir Kaminka.
Didier Kaminka, né le 22 avril 1943 dans le 15e arrondissement de Paris et mort le 24 septembre 2024 à Labbeville (Val-d'Oise), est un réalisateur, acteur, dialoguiste et scénariste français.
Il est le père de Samuel Kaminka (né en 1970) et l'oncle de Stéphane Kaminka (né en 1966), tous deux scénaristes, producteurs et fondateurs de la société de production Kam&Ka.

## Biographie
Avec Biribi, Didier Kaminka se fait connaître comme scénariste. C'est en 1972 qu'il écrit lui-même son premier grand rôle au cinéma en tant que scénariste : celui de Franck dans Force 8 de Pierre Sisser. C'est en travaillant sur Aimez-vous les uns les autres... mais pas trop, qu'il fait la connaissance de son épouse Nicole Jamet.
De sa participation à la comédie de Pierre Richard Je sais rien, mais je dirai tout, en 1973, naît son amitié avec Georges Beller et Luis Rego, qui vient de la troupe des Charlots. Ainsi, on retrouve Beller dans le rôle principal, aux côtés du réalisateur, dans la première réalisation de Didier Kaminka, Trop c'est trop, sortie en 1975. Les stars féminines sont Claude Jade, Chantal Goya et Nicole Jamet, Les Charlots et Pierre Richard apparaissent dans des rôles secondaires. Si Trop c'est trop est plutôt un succès d'estime, Didier Kaminka reste cependant acteur (entre autres dans Nada de Claude Chabrol). En 1987, il passe à la réalisation pour la deuxième fois avec Tant qu'il y aura des femmes.
Didier Kaminka meurt le 24 septembre 2024 à Labbeville, à l'âge de 81 ans.

## Filmographie

### Cinéma

#### Réalisateur
- 1975 : Trop c'est trop avec Georges Beller, Didier Kaminka, Claude Jade, Chantal Goya et Nicole Jamet
- 1987 : Tant qu'il y aura des femmes avec Roland Giraud, Fanny Cottençon et Nicole Jamet
- 1989 : Les Cigognes n'en font qu'à leur tête avec Marlène Jobert, Patrick Chesnais et Claude Rich
- 1990 : Promotion Canapé avec Grace de Capitani, Thierry Lhermitte, Nicole Jamet et Margot Abascal
- 1992 : À quoi tu penses-tu ? avec Richard Anconina, Isabelle Pasco et Assumpta Serna
- 1996 : Ma femme me quitte avec Michel Boujenah, Miou-Miou, Thierry Lhermitte et Daniel Russo

#### Acteur
- 1969 : La Fête des mères de Gérard Pirès (court-métrage) : le flic efféminé (non crédité)
- 1969 : Poussez pas grand-père dans les cactus de Jean-Claude Dague : Bertrand
- 1972 : Aimez-vous les uns les autres... mais pas trop de Daniel Moosmann : le clochard
- 1973 : Je sais rien, mais je dirai tout de Pierre Richard : Didier
- 1974 : La Grande Paulette de Gérald Calderon : le flic efféminé
- 1974 : Nada de Claude Chabrol : Meyer
- 1974 : Force 8 de Pierre Sisser : Franck
- 1975 : Un jour, la fête de Pierre Sisser
- 1975 : Trop c'est trop de Didier Kaminka : Didier
- 1978 : Vas-y maman de Nicole de Buron : le caméraman
- 1982 : Les Sous-doués en vacances de Claude Zidi : le sculpteur, voisin de Memphis à Saint-Tropez
- 1982 : T'empêches tout le monde de dormir de Gérard Lauzier : l'ami de Solange
- 1983 : Ça va pas être triste de Pierre Sisser : le cantonnier
- 1983 : Banzaï de Claude Zidi : le cousin Paul
- 1984 : Le Garde du corps de François Leterrier : André
- 1984 : Pinot simple flic de Gérard Jugnot : le clochard
- 1985 : Les Rois du gag de Claude Zidi : René
- 1986 : Paulette, la pauvre petite milliardaire de Claude Confortès : le réceptionniste de l'hôtel
- 1987 : Association de malfaiteurs de Claude Zidi : le second inspecteur  de filature
- 1989 : Mes meilleurs copains de Jean-Marie Poiré : le patient d'Anne
- 1990 : Promotion canapé de Didier Kaminka : l'inspecteur Justice 2
- 1993 : Profil bas de Claude Zidi : le présentateur de la boîte de nuit
- 2003 : Ripoux 3 de Claude Zidi : le chauffeur de taxi
- 2016 : La Dormeuse Duval de Manuel Sanchez: le peintre lubrique

#### Dialoguiste et coscénariste
- pour Claude Zidi :
  - 1979 : Bête mais discipliné
  - 1980 : Les Sous-doués
  - 1980 : Inspecteur la Bavure
  - 1982 : Les Sous-doués en vacances
  - 1983 : Banzaï
  - 1984 : Les Ripoux
  - 1985 : Les Rois du gag
  - 1986 : Cherchez la femme, émission de variétés sur La Cinq
  - 1987 : Association de malfaiteurs
  - 1989 : Ripoux contre ripoux
  - 1991 : La Totale !
  - 1993 : Profil bas
  - 2001 : La Boîte
- pour Pierre Richard :
  - 1973 : Je sais rien, mais je dirai tout
- pour Édouard Molinaro :
  - 1982 : Pour cent briques, t'as plus rien...
- pour François Leterrier :
  - 1984 : Le Garde du corps
- pour Christian Gion :
  - 1984 : J'ai rencontré le Père Noël
- pour Marco Ferreri :
  - 1986 : I Love You
- pour Paul Boujenah :
  - 1986 : Yiddish Connection
- pour Willy Rameau :
  - 1986 : Lien de parenté

### Télévision
- 1971 : Un Enfant dans la ville de Jacques Fansten
- 1978 : Sam et Sally de Nicolas Ribowski, épisode Week-end à Deauville
- 1982 : Après tout ce qu'on a fait pour toi
- 1983 : Dorothée danseuse de corde
- 1985 : Les Bargeot de Jean-Pierre Barizien (série)
- 1988 : Les Grenadines : Nicolo Papazian
- 1990 : Imogène est de retour de François Leterrier
- 1996 : Je m'appelle Régine : le joueur de cartes

## Théâtre

### Auteur
- 1975 : La Solitude d'un gardien de but, mise en scène Didier Kaminka, Studio des Champs-Élysées
- 1975 : Viens chez moi, j'habite chez une copine de Luis Rego, Jean-Paul Sèvres et Didier Kaminka, mise en scène Jean-Luc Moreau, Studio des Champs-Elysées, Comédie des Champs-Elysées, Théâtre Edouard VII, Théâtre du Gymnase
- 1976 : Pour cent briques, t'as plus rien maintenant, mise en scène Henri Garcin, Théâtre La Bruyère
- 1979 : Toutes les mêmes sauf maman, avec Michel Jonasz, Gaîté-Montparnasse

### Adaptation
- 1991 : Pleins Feux de Mary Orr, mise en scène Éric Civanyan, Théâtre Antoine

### Comédien
- 1969 : Je ne pense qu'à ça de Georges Wolinski et Claude Confortes, Théâtre Gramont
- 1972 : Le Knack d'Ann Jellicoe, mise en scène Michel Fagadau, Théâtre de la Gaîté-Montparnasse
- 1976 : Pour 100 briques t'as plus rien maintenant de Didier Kaminka, mise en scène Henri Garcin,  Théâtre La Bruyère